# Castello di Egmont

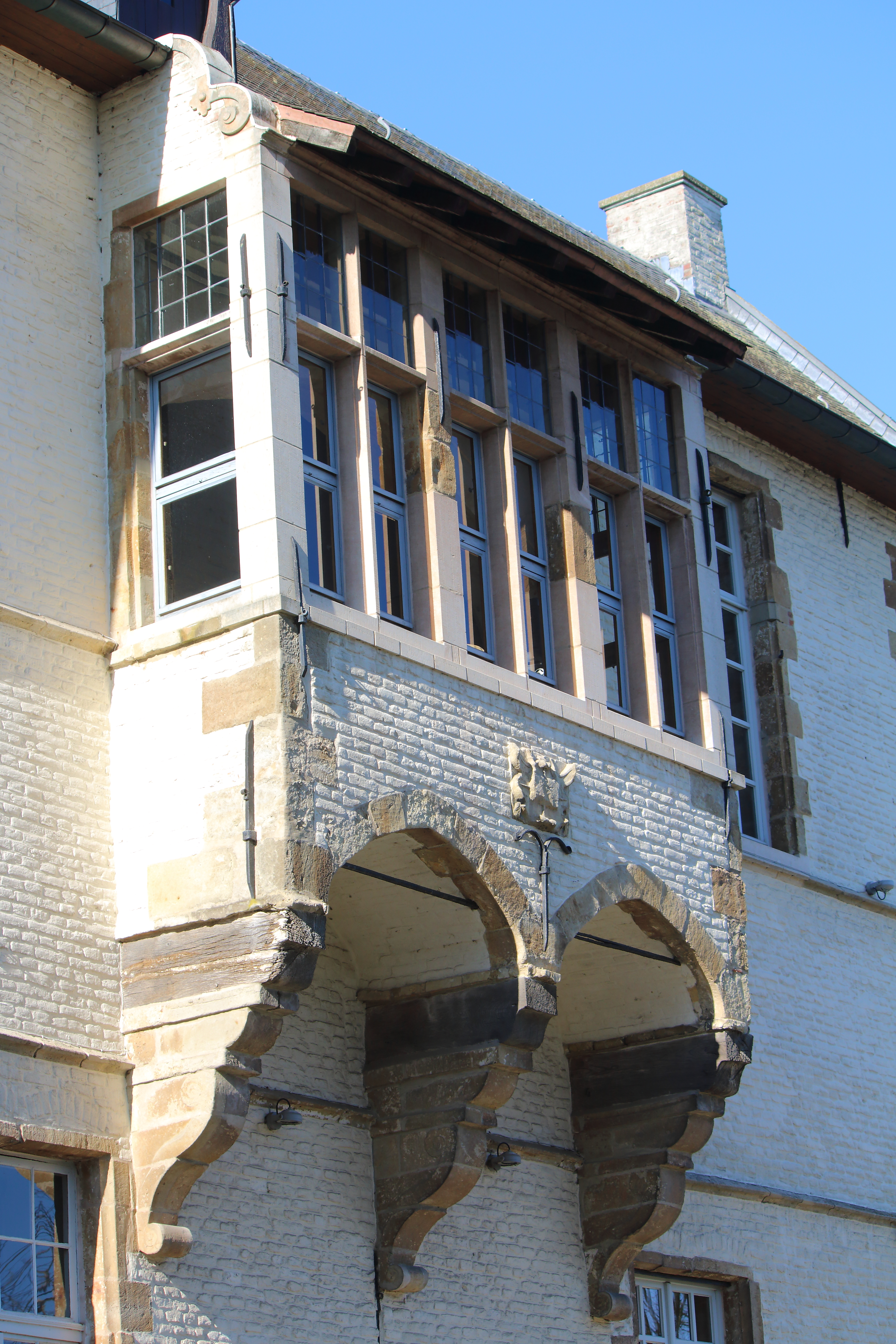
Balcone sulla facciata

Il castello di Egmont, o il castello del (conte) Lamoral di Egmont (in olandese Egmontkasteel, o Kasteel van Egmont), è un castello a Zottegem, in Belgio. È stato dichiarato monumento del patrimonio culturale.

## Storia
La storia del castello risale all'XI secolo, quando i sovrani di Zottegem avrebbero costruito una motta castrale (il sovrano primo menzionato in una carta (1083) fu Rothardus). Intorno al 1150 fu costruito un mastio in pietra e una chiesa romanica ad una sola navata con attorno un sagrato. I resti di quella chiesa furono scavati nel 1994. Alla fine del XII secolo la grande sala venne ricostruita in mattoni da Gualtiero (Walter) II.
Nel corso dei secoli il castello divenne possesso di diverse famiglie regnanti: la Casata degli Antoing e la Casata dei Melun (XIII e XIV secolo), la Casata dei Luxembourg-Fiennes (XV secolo). Durante la rivolta di Gand, il castello fu preso nel 1381. Nel 1452, il castello fu assediato durante un'altra rivolta di Gand. Intorno al 1477 il castello fu smantellato e ricostruito. Il 19 maggio 1516 Carlo V, imperatore del Sacro Romano Impero, visitò il castello.
Dal 1530 al 1707 il castello appartenne al Casato di Egmond, che iniziò la ricostruzione dell'antico castello trasformandolo in una dimora di lusso. Lamoral di Egmont (Lamorale d'Agamonte), ereditò il castello da suo fratello nel 1541. Fece ristrutturare la Sala dei Cavalieri (Ridderzaal) con un bovindo rinascimentale e pavimenti piastrellati provenienti da Anversa. Nel settembre 1566, Lamoral si trasferì dal Palazzo d'Egmont a Bruxelles al castello; il 7 settembre 1566 scrisse una lettera a Guglielmo I d'Orange dal castello.
Dopo la decapitazione di Lamoral nel 1568 sulla Grand-Place/Grote Markt di Bruxelles, il castello fu confiscato dagli spagnoli fino al 1577. Durante la Guerra degli Ottant'anni, il castello fu danneggiato più volte (nel 1570, 1579 e 1580). Nel 1645 e nel 1658 il castello subì le truppe francesi, come nel 1671 e nel 1684 durante la guerra di successione spagnola. Le truppe francesi soggiornarono nel castello durante la Guerra dei Nove Anni nel 1690 e nel 1697. 
A partire dal 1707 il castello venne acquistato da un ramo degli Pignatelli. Maria Chiara d'Egmont (1661-1714), sorella dell'ultimo erede maschio di Lamoral, conte di Egmont, era sposata con Niccolò Pignatelli. Dopo il 1747 parti del castello furono demolite. Nel 1797 il castello fu confiscato dai francesi. Nel 1815 fu venduto al barone Lefèbvre di Tournai. Ha diviso il castello in due parti. Nel 1867 fu eretta una facciata neorinascimentale.
Nel 1957 e nel 1965 la città di Zottegem acquistò le due parti del castello, che in seguito fu utilizzato come ospedale, scuola e galleria d'arte. Dal 1982 il castello ospita la biblioteca locale, per la quale nel 1986 è stato aggiunto un nuovo edificio al castello. Tra il 1994 e il 1997 il castello è stato restaurato. Da allora la Sala dei Cavalieri è stata utilizzata per cerimonie nuziali, concerti e convegni. Nel 2022 è iniziata una nuova campagna di restauro.
Nel circostante Parco Egmont si possono vedere i resti archeologici dell'antica chiesa, delle mura del castello, dei fossati e del ponte levatoio. Nel parco si trova anche la statua in ferro battuto di Egmont (1872) dello scultore Jan-Robert Calloigne.